# Travailleur cardinal
Quelea cardinalis
Espèce
Statut de conservation UICN

 LC  : Préoccupation mineure
Le Travailleur cardinal ou Quéléa cardinal (Quelea cardinalis) est une espèce de passereaux de la famille des plocéidés.